# كاريوكار جبلي
كاريوكار جبلي (الاسم العلمي:Caryocar montanum) هو نوع من النباتات يتبع جنس الكاريوكار من الفصيلة الكاريوكار ية.